# Sartidia perrieri
Sartidia perrieri är en gräsart som först beskrevs av Aimée Antoinette Camus, och fick sitt nu gällande namn av Bourreil. Sartidia perrieri ingår i släktet Sartidia och familjen gräs. Inga underarter finns listade i Catalogue of Life.